# نادية حسين
نادية حسين (مواليد 25 ديسمبر 1984) هي طاهية تلفزيونية، مؤلفة ومقدمة برامج بريطانية بنغالية بدأت شهرتها بعد فوزها في الموسم السادس من مسابقة ذا غريت بريتش بيك أوف في 2015.